# Juan Urkizu
Juan Urkizu Sustaeta (Ondarroa, 24 giugno 1901 – Ondarroa, 22 novembre 1982) è stato un calciatore e allenatore di calcio spagnolo, di ruolo difensore.

## Carriera

### Club
Cresce tra le file dell'Osasuna, con cui debutta nel 1921. Dopo cinque anni e mezzo si trasferisce all'Espanyol, e poi al Real Madrid. Con le merengues milita per due annate, disputando anche il primo campionato della Primera División spagnola.
Viene quindi acquistato dall'Athletic Bilbao, con cui resta per sei stagioni, scendendo in campo 139 volte.

### Nazionale
Ha totalizzato una presenza con la Nazionale di calcio spagnola, nella partita Spagna-Portogallo (1-0) del 17 marzo 1929.

### Allenatore
Dopo aver appeso le scarpe al chiodo intraprende la carriera di allenatore, sedendosi sulla panchina dell'Athletic Club. In sei stagioni con i baschi conquista uno scudetto e tre coppe del generalisimo, venendo esonerato durante la stagione 1947-1948.
Segue un'esperienza con la Real Oviedo, terminata con una retrocessione.

## Palmarès

### Giocatore

#### Club

##### Competizioni nazionali
- Campionato spagnolo: 3

Athletic Club: 1929-1930, 1930-1931, 1933-1934
- Coppa di Spagna: 4

Athletic Club: 1930, 1931, 1932, 1933

### Allenatore

#### Club

##### Competizioni nazionali
- Campionato spagnolo: 1

Athletic Club: 1942-1943
- Coppa di Spagna: 3

Athletic Club: 1943, 1944 e 1945